# Cataglyphis lunaticus
Cataglyphis lunaticus é uma espécie de inseto do gênero Cataglyphis, pertencente à família Formicidae.